# Альойзи Фелински
Альойзи Фелински, герб Фаренсбах (на полски: Alojzy Feliński) е полски поет, драматург и преводач. Негов племенник е Св. Зигмунт Фелински. Автор е на химна на Полското царство – Pieśń narodowa za pomyślność króla (Народна песен за благоденствие на краля).

## Биография
Роден е през 1771 година в град Луцк, Волиния, в семейството на Томаш Фелински. През 1794 година е секретар и адютант на Тадеуш Косцюшко. От 1818 година е професор по литература и директор на лицея в град Кременец Волински. Умира на 23 февруари 1820 година.

## Творчество
- Barbara Radziwiłłówna – драма (1817 г.)
- Przyczyny używanej przeze mnie pisowni (1816 г.)
- Pochwała Kościuszki – песен
- Pieśń ochotników – песен
- Pieśń narodowa za pomyślność króla – песен